# Alcobertas
Alcobertas é uma vila portuguesa sede da Freguesia de Alcobertas do Município de Rio Maior, freguesia com 32,03 km² de área e 1735 habitantes (censo de 2021), tendo, por isso, uma densidade populacional de 54,2 hab./km².
Alcobertas é uma povoação histórica marcada principalmente pela presença dos mouros, de quem ainda hoje é possível encontrar vestígios nela. Foi elevada à categoria de vila em 1999.

## Demografia
A população registada nos censos foi:
| Distribuição da População por Grupos Etários | Distribuição da População por Grupos Etários | Distribuição da População por Grupos Etários | Distribuição da População por Grupos Etários | Distribuição da População por Grupos Etários |
| -------------------------------------------- | -------------------------------------------- | -------------------------------------------- | -------------------------------------------- | -------------------------------------------- |
| Ano                                          | 0-14 Anos                                    | 15-24 Anos                                   | 25-64 Anos                                   | > 65 Anos                                    |
| 2001                                         | 358                                          | 305                                          | 1011                                         | 359                                          |
| 2011                                         | 302                                          | 237                                          | 1012                                         | 372                                          |
| 2021                                         | 230                                          | 184                                          | 895                                          | 426                                          |

## Lugares da Freguesia
Alcobertas, Alqueidão, Barbines, Barreira da Mata, Casal da Velha, Teira, Portela de Teira, Vale Teira, Fonte Longa, Chãos, Sourões, Casais Monizes, Ribeira das Neves e Ribeira de Cima. 

## Património

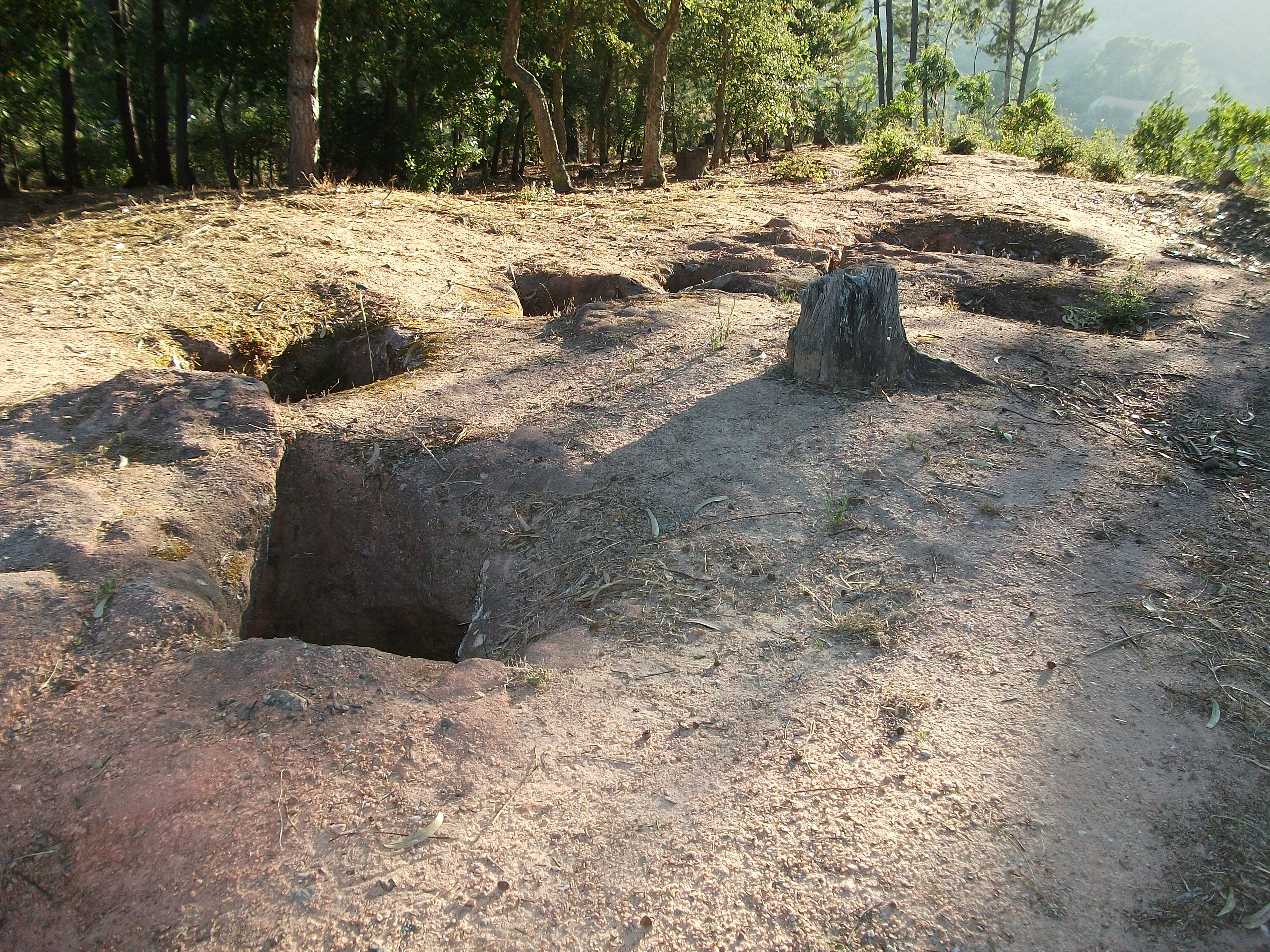
Silos ou Potes Mouros.

- Igreja de Santa Maria Madalena (Alcobertas) ou Igreja Paroquial de Alcobertas, e megálito-capela adjacente.

O monumento megálitico funerário do período neolitico +/- 4000/3500 a.c.? A época da sua cristianização desconhecida.
Em 4 de Julho de 1536, a ermida e elevada a primeira igreja da freguesia com jurisdição paroquial, por carta do Cardeal de São Brás, Arcebispo de Lisboa, no século XVII/XVIII, dá-se a rotação da igreja para a posição actual, deixando o dolmen de funcionar como capela e altar mor, passando a ser uma capela lateral.
- Silos Mouros

## A Visitar
- Igreja Paroquial e Dolmén (transformado em capela);
- Silos ou Potes mouros;
- Olho de Água (nascente natural);
- Azenha de Alcobertas;
- Gruta de Alcobertas;
- Serra dos Candeeiros e PNSAC;
- Prismas basálticos;
- Forno medieval